# Eugène Noël
Pour les articles homonymes, voir Noël (homonymie).
Œuvres principales
- Rouen, Rouennais, rouenneries

Eugène Noël, né à Rouen le 4 septembre 1816 et mort à Bois-Guillaume le 28 septembre 1899, est un écrivain normand.

## Biographie
En 1845, il est témoin du passage de la tornade de Montville et participe aux secours.
Il est journaliste au Journal de Rouen, ancêtre de Paris Normandie, y écrivant parfois sous le pseudonyme de Jean Labèche, et bibliothécaire de la ville de Rouen de octobre 1879 à avril 1898. Conservateur de la Bibliothèque municipale, auteur entre autres des Loisirs du Père Labêche.
Il habita à Heurteauville-la-Rivière, un peu en avance de Pontbruneau, dans une des jolies vallées cauchoises. C'est de là qu'il adressa régulièrement ses réflexions sur la nature et le jardinage intitulées : Les loisirs du Père Labêche, aux lecteurs du journal de la cité normande. Le succès fut grand et se maintint sans interruption de 1872 à 1888.
Chantre de l'écologie, il compte parmi ses amis l’historien Jules Michelet, le botaniste Alfred Dumesnil et le géographe Élisée Reclus.
Il vécut au Tôt et 19 rue Danguy à Bois-Guillaume. Il est inhumé à Bois-Guillaume.
En 1905, son buste dû au sculpteur Alphonse Guilloux est inauguré dans le Jardin des plantes de Rouen.
Un collège porte son nom à Montville (Seine-Maritime).
Son fils Paul, né en 1860, directeur du Laboratoire d'entomologie agricole de la Seine-Inférieure à Bois-Guillaume, est l'auteur de nombreuses publications.

## Œuvres
- Rabelais, Paris, 1850
- Molière, Paris, 1852
- Voltaire, F. Chamerot, Paris, 1855
- Pisciculture, pisciculteurs et poissons, F. Chamérot, Paris, 1856
- La Vie des fleurs et des fruits, M. Lévy frères, Paris, 1859
- Le Rabelais de poche, Poulet-Malassis et de Broise, Alençon, 1860
- Voltaire et Rousseau, Paris, 1863
- Les Générations spontanées, Ledoyen, Paris, 1864
- La Campagne ; Paysages et paysans, Rouen, 1866
- Voltaire à Ferney, Brière et fils, Rouen, 1867.
- Rouen : promenades et causeries, E. Schneider, Rouen, 1872
- Mémoires d'un imbécile (préf. de Émile Littré), Germer-Baillière, Paris, 1875
- Grognements et sourires d'un philosophe inconnu, A.-H. Bécus, Paris, 1882
- Le Buffon de la jeunesse, s.n., 1885
- Rouen, Rouennais, rouenneries, Schneider, Rouen, 1894
- Fin de vie (notes et souvenirs), Julien Lecerf, Rouen, 1902 (posthume)
- Au jardin du père Labêche volume 1 : Les plantes, 2009, (réédition de : Les loisirs du Père Labêche), Éditions la Vague verte.
- Au jardin du père Labêche volume 2 : Les bêtes, 2009, (réédition de : Les loisirs du Père Labêche), Éditions la Vague verte